# Hyenorna vid Stureplan

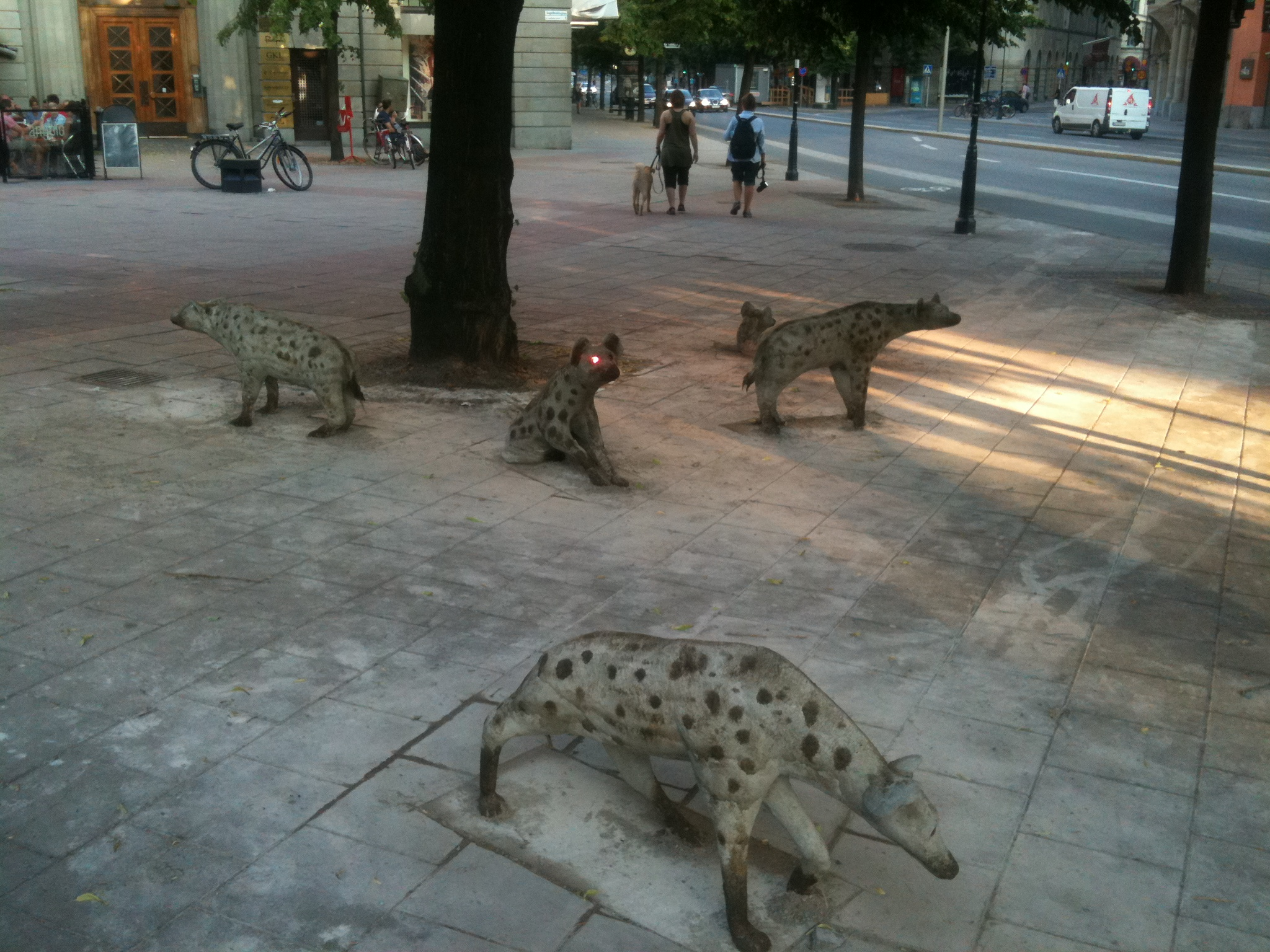
Hyenorna vid Stureplan 9

Hyenorna vid Stureplan är ett gatukonstverk av den svenska gatukonstnären Olabo (pseudonym) som fanns på Engelbrektsplan i centrala Stockholm. Verket installerades den 30 juni 2011 och monterades ned på uppdrag av trafikkontoret i Stockholms stad den 7 juli samma år. Verket kategoriseras som gatukonst då det är gjort utan tillstånd på offentlig plats. Verket bestod av fem stycken skulpturer gjutna i betong som föreställer hyenor. De hade en tillhörande informationsskylt som beskrev verket. Vid installationen av verket tog Olabo hjälp av en annan svensk gatukonstnär, Folke (pseudonym).

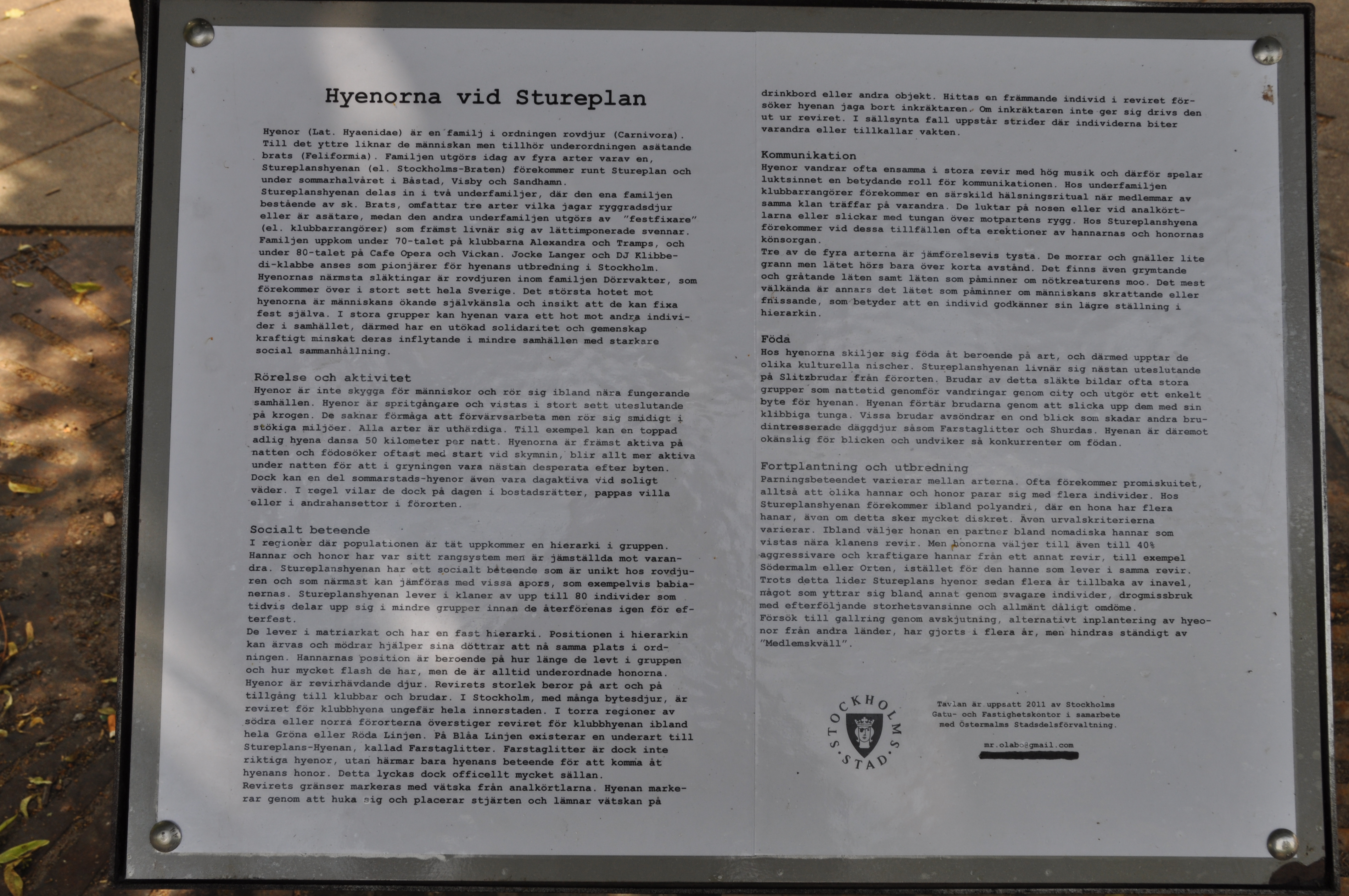
Hyenorna vid Stureplan 8

Hyenorna gav, under veckan de fanns kvar på platsen, upphov till flera artiklar och inslag i bland annat i Aftonbladet där Åsa Linderborg skrev "Rädda hyenorna i Humlegården!" och i SVT:s lokala nyhetsprogram ABC rapporterade man från Engelbrektsplan.

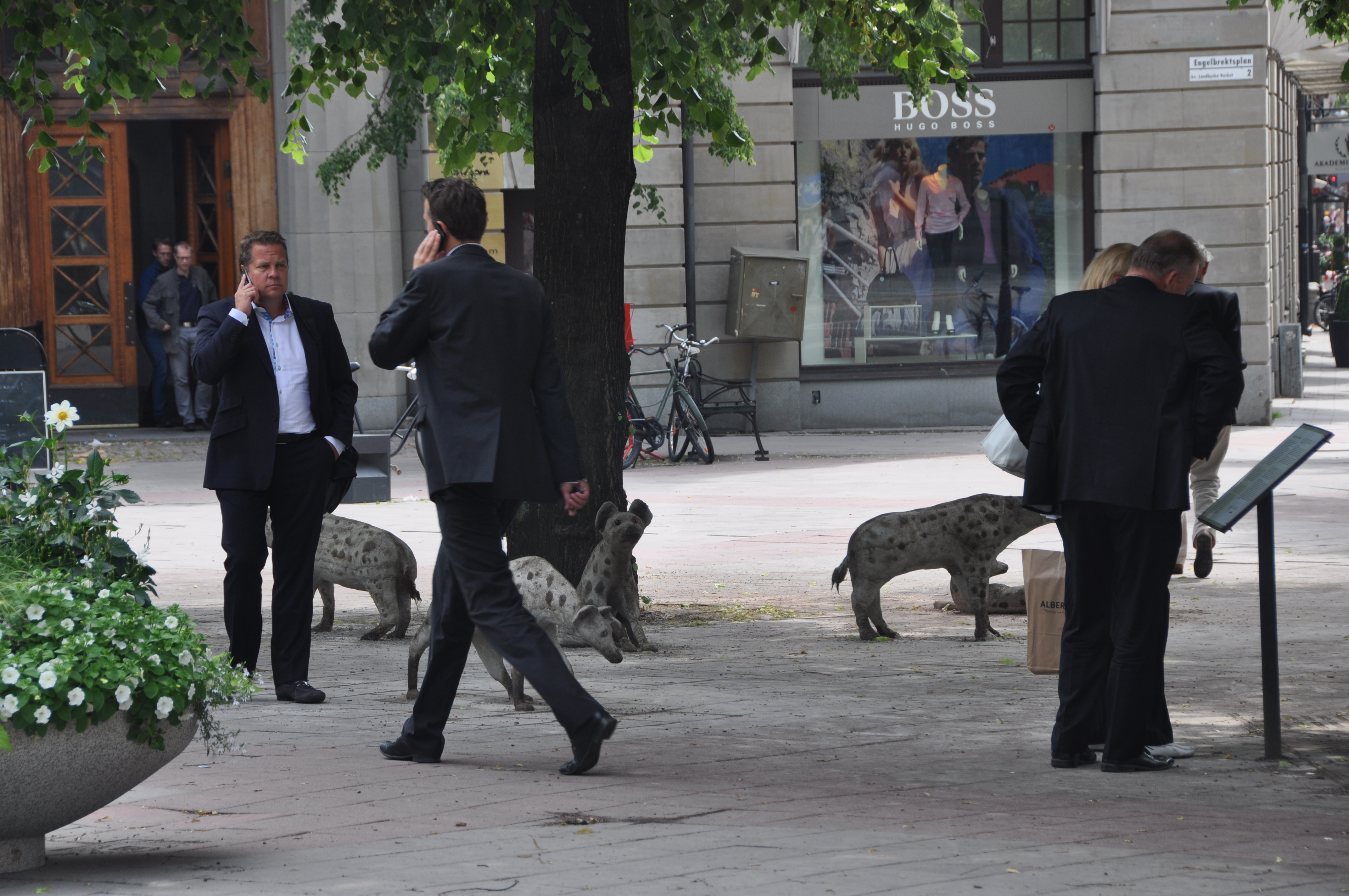
Hyenorna vid Stureplan 10

Verket uppmärksammades även en tid efter att det försvunnit den 7 juli 2011. Kulturnytt i Sveriges Radio gjorde, den 8 juli en intervju med Mårten Castenfors, chef för Liljevalchs konsthall och Stockholm Konst, om verket. Jonas Sjöstedt, partiledare för Vänsterpartiet kommenterade verket på sin hemsida den 8 juli, dagen efter att det tagits bort, "Aaaah, konst när den är som bäst, överraskande och med ett budskap." Händelsen kommenterades även i Helsingborgs Dagblad och SR P4. Snart efter att verket tagits bort bildades det en Facebookgrupp under namnet Vi som vill ha tillbaka "Hyenorna vid Stureplan" vars mål var och är att verket åter ska placeras på Engelbrektsplan.
Verket beslagtogs av trafikkontoret i Stockholm och kunde kvitteras ut av konstnären. Eftersom det var olagligt, och därmed sågs som en typ av klotter, riskerade konstnären i så fall åtal. År 2013 fick Olabo veta att han kunde hämta hyenorna utan risk för påföljd och han magasinerade dem. Våren 2017 visades verket upp under gatukonstutställningen KvadrArt i Stockholm.